# Nazelles-Négron
Nazelles-Négron är en kommun i departementet Indre-et-Loire i regionen Centre-Val de Loire i de centrala delarna av Frankrike. Kommunen ligger i kantonen Amboise som tillhör arrondissementet Tours. År 2022 hade Nazelles-Négron 3 682 invånare.

## Befolkningsutveckling
Antalet invånare i kommunen Nazelles-Négron
Referens:INSEE